# Astro Invader
Astro Invader is een arcadespel van het genre vaste shooter uit 1980 ontwikkeld door Konami. Het is het eerste spel dat door Stern werd uitgebracht voor de Amerikaanse markt. Het spel kwam in 1982 uit voor Emerson Arcadia 2001.
In Japan werd het spel onder de naam Kamikaze (カミカゼ, Kamikaze) uitgebracht, maar wijkt op enkele punten af.

## Spelbesturing
Het speelveld heeft onderaan een horizontale balk waarop de speler een ruimtetuig naar links/rechts kan bewegen. Bovenaan het scherm staat een grote UFO. Onder de UFO staan enkele verticale kolommen over de breedte van het scherm. Uit de UFO dalen buitenaardse spinachtige wezens die in een van de verticale kolommen belanden. De bedoeling is dat de speler de wezens doodt door kogels af te vuren. Elke kolom kan ten hoogste vier spinnen bevatten: als er een vijfde spin in de kolom belandt, valt de eerste spin uit de kolom. Spinnen die uit een kolom vallen, kan men nog vernietigen. Wanneer een spin de onderste horizontale balk raakt, pleegt deze in feite kamikaze en ontploft. Als het ruimtetuig van de speler te dicht bij zulke ontploffing is, verliest de speler het leven. In het andere geval heeft zulke explosie geen invloed voor de speler op de gemiste punten voor het doodschieten van de spin na. Als een spin het ruimtetuig van de speler raakt, verliest de speler een leven. Regelmatig verschijnen er nog kleinere UFO's die de speler moet neerschieten. Deze UFO's vliegen sowiewso richting de onderste horizontale balk. Als deze balk door een kleine UFO wordt geraakt, verliest de speler ook een leven.
Het speelveld toont ook een aflopende teller die start op het getal 200. Een level is afgelopen als deze teller op 0 staat. Daarop start een volgende level waarin de frequentie dat de spinnen de grote UFO verlaten sneller is.

## Kamikaze
De Japanse versie heeft enkele verschillen waaronder:
- het speelveld bevat meerdere kolommen waarin de spinnen vallen
- de radius van exploderende spinnen is groter

## Rechtszaak Zygon-spel
Zakenman Harold Kaufman - eigenaar van de firma Bay Coin - bracht het spel Zygon uit wat verdeeld werd door Omni Video Games. Het spel was een exacte kopie van Astro Invader. Stern spande een rechtszaak aan omwille van schending van copyright en won.